# 吾妻博勝
吾妻 博勝(あづま ひろかつ、1948年 - )は、日本の作家。フリージャーナリスト。福島県出身。主なテーマは日本の裏社会やアウトローの実態のほか、農産物や食の安全、食品偽装問題に関連した取材を手掛けている。

## 来歴
工業化学を専攻していた学生時代に横浜港からナホトカ経由でソビエト連邦に渡航し、フィンランドなどヨーロッパ各地を放浪、ヘルシンキ滞在中に髄膜炎を罹患し開腹手術を受けるが、手当の遅れから生死の淵をさまよう。退院後、五月危機の余韻の残るフランスや、チェコ動乱後のチェコ・スロバキア（現チェコ）、ポーランド、ソ連などを経て帰国し、マスコミの世界に足を踏み入れた。
その後は返還前の沖縄に渡って、旧コザ市（現・沖縄市）内にあった、ベトナム戦争に向かうアメリカ軍兵士向けのドヤ街に住み込む。1972年にはパキスタンから独立したばかりのバングラデシュに渡航したのを契機に東南アジア各地を巡り、海外協力ボランディア活動に従事した。
1981年にはゲリラ追跡取材でビルマ（現ミャンマー）・バングラデシュ国境の山岳地帯に潜入した所、武装勢力に拉致されたが、交渉の末に自力で脱出した。帰国後は週刊文春の記者として1998年まで事件を取材し、現在はフリーランス。

## 著書

### 単著
- 「マフィアの棲む街　新宿歌舞伎町」 文藝春秋 1994 ISBN	 4-16-349630-0
- 「Tokyoアウトロー戦争 ミカジメ、借り縄張、そして血の惨劇!」 別冊宝島real 宝島社 2004 ISBN 4-7966-4148-3
- 「食マフィアの棲む国 毒菜」 徳間書店 2005 ISBN 4-19-862091-1
- 「回転寿司｢激安ネタ｣のカラクリ　｢偽装魚&インチキ代用魚｣総覧85種」　別冊宝島 宝島社 2007 ISBN 978-4-7966-5613-9
- 「おいしい野菜の本当はこわい話 上巻」 徳間文庫 徳間書店 2007 ISBN 978-4-19-892654-0
- 「おいしい野菜の本当はこわい話 下巻」 徳間文庫 徳間書店 2007 ISBN 978-4-19-892655-7
- 「鯛という名のマンボウ アナゴという名のウミヘビ 食品偽装の最前線-魚・肉・野菜・米」 晋遊舎ブラック新書 晋遊舎 2007 ISBN  978-4-88380-691-1
- 「	コメほど汚い世界はない」 宝島社 2009 ISBN 978-4-7966-7023-4
- 「王国への追跡 地下鉄サリン事件から15年オウム特別手配犯の潜伏先」 晋遊舎 2010 ISBN 978-4-86391-063-8
- 「初心者でもわかる人気食品の危険度 食品の危険度を判定して採点!」 Mediax Mook メディアックス 2013 ISBN 978-4-86201-427-6
- 「完全チェック!人気食品危険度まるわかり これでも子供に安心して食べさせられますか?」 Mediax Mook メディアックス 2014 ISBN 978-4-86201-464-1

### 寄稿
- 「誰も書けなかった日本のタブー」 宝島SUGOI文庫 宝島社 2009 ISBN 978-4-7966-6988-7
  - 「広告不況の救世主「健康食品」のゾッとする話」
- 「日本を脅かす!原発の深い闇　東電・政治家・官僚・学者・マスコミ・文化人の大罪」 別冊宝島 宝島社 2011 ISBN 978-4-7966-8369-2
  - 「流通の闇に消える福島産「被曝食品」
- 「日本を脅かす!原発の深い闇 2 国民の被曝を隠蔽する政官財メディアの犯罪」 別冊宝島 宝島社 2011 ISBN 978-4-7966-8678-5
  - 「「産地偽装」に追い込まれる福島の生産者たち」
- 「誰も書けなかった日本のタブー 原発と山口組と芸能裏人脈編」 宝島SUGOI文庫 宝島社 2011 ISBN 978-4-7966-8669-3
  - 「食肉業界最大のタブー「ホルモン」のヤバい錬金術」